# ミーン・マシーン
『ミーン・マシーン』（原題：Mean Machine）は2001年のイギリス、アメリカ合作映画。
囚人となった元サッカーイギリス代表選手が、刑務所内でサッカーコーチとして活躍するコメディ、スポーツドラマ。

## 製作
製作陣は、『ロック、ストック&トゥー・スモーキング・バレルズ』『スナッチ』で、監督・製作を行ったガイ・リッチーとマシュー・ヴォーン。
上述2作品に出演した、ヴィニー・ジョーンズ、ジェイソン・ステイサム、ジェイソン・フレミングなど、多数の俳優が本作にも出演している。
本作は、1973年公開の『ロンゲスト・ヤード』を原作としたパロディ・リメイク作品で、原作で脚本・製作を行ったトレイシー・キーナン・ウィン、アルバート・S・ラディが、本作でも脚本・製作総指揮を行っている。（原作では舞台はアメリカ、種目はアメフトである）
1997年までサッカー選手で、元ウェールズ代表でもあるヴィニー・ジョーンズが、元イングランド代表という設定の主人公を演じ、ポジションも共にミッドフィルダーである。

## あらすじ
元イギリス代表のサッカー選手ダニーは、八百長試合がばれて転落人生を送っていたが、
遂に飲酒運転と警察官への暴行で逮捕される。
刑務所へ着くと、かつてスター選手だったダニーは注目の的となる。
そして所長から、看守たちで作ったサッカーチームのコーチを依頼されるがダニーは断る。
しかし利口なマッシブの勧めで、囚人チームを作ることを決意したダニーは、所長に看守チームと囚人チームで親善試合をする企画を提案し認められる。
チーム作りをするダニーは、30年服役している囚人のボス、サイクスのグループに話を持ちかける。
始め相手にされなかったが、サイクスは賭け試合にするから「絶対に勝つこと」を条件に協力する。
かくして囚人チームは結成され、看守チームに勝つための特訓が始まる。
一方で、大のギャンブル好きの所長は、競馬で負けて資金が底をつき、親善試合で取り戻そうと、看守チームの勝利に自宅を担保にし大金を掛けた。
ダニーと囚人たちが戦略を練っている時、相手にされず他の刑務所行きを望むニトロは、
ダニーの独房内に手製の爆弾を仕掛ける。
ところがダニーの代わりに忘れ物を取りに戻った、老人受刑者のドクが犠牲になってしまう。
ついに看守チームと囚人チームによる、プライドと恨みをかけた試合が始まる。
紳士的に試合が進むかに見えたが、ダニー率いる囚人チームが先制点を取ると、焦る看守たちと、日頃の鬱憤をはらしたい囚人たちの間でついに火花が散る。
囚人チームリードで前半戦が終わると、ダニーは所長に呼ばれ、看守チームを勝たせなければ
ドク殺害の共犯に仕立て上げ、刑期を30年にすると圧力をかけられる。
ダニーは八百長に加担するか、仲間のために勝つかの狭間で苦悩し、後半戦を迎える。

## キャスト
※括弧内は日本語吹替
- ダニー・ミーン - ヴィニー・ジョーンズ（小山力也）
- バートン - ラルフ・ブラウン（稲葉実）
- 刑務所長 - デヴィッド・ヘミングス（石井隆夫）
- ドク - デイビッド・ケリー（西川幾雄）
- サイクス - ジョン・フォージハム（島香裕）
- マッシブ - ヴァス・ブラックウッド（上田燿司）
- チッヴ - ジェイミー・サイブス
- ニトロ - スティーヴン・ウォルターズ
- トロジャン - ロビー・ギー
- ビリー - ダニー・ダイア（花輪英司）
- モンク - ジェイソン・ステイサム（丸山純路）
- ボブ - ジェイソン・フレミング（落合弘治）
- ラチェット - ジェフ・ベル（青山穣）
- トレイシー - サリー・フィリップス
- ラジ - オミッド・ジャリリ

## スタッフ
- 監督：バリー・スコルニック
- 脚本：トレイシー・キーナン・ウィン、チャーリー・フレッチャー、クリス・ベイカー、アンドリュー・デイ
- 製作：マシュー・ヴォーン
- 製作総指揮：ガイ・リッチー、アルバート・S・ラディ、シンシア・ペット＝ダンテ
- 音楽：ジョン・マーフィ、マリリン・マンソン
- 撮影：アレックス・バーバー
- 編集：エディー・ハミルトン、デイ・ウィリアムズ